# سندس (اسم)
سُنْدُس، اسم علم مؤنث فارسي، وهو ضرب من الثياب الخضر من القَزّ، وهو رقيق الديباج المتَّخذ من شعر المِرْ عِزاء. وذكر في القرآن: ﴿وَيَلْبَسُونَ ثِيَاباً خُضْراً مِنْ سُنْدُسٍ وَإِسْتَبْرَقٍ﴾ سورة الكهف: من الآية 31.
والاسم سندس له استعمال وانتشار في العالم العربي.

## الشخصيات
- سندس جمال الحسيني، كاتبة مصرية من مواليد مدينة القاهرة 1987، وتخصصت في كتابة القصة القصيرة